# Bohuslav Balbín
Bohuslav Balbín (Hradec Králové, 3 dicembre 1621 – Praga, 29 novembre 1688) è stato uno scrittore e storico ceco.
Detto il "Plinio ceco", fu una figura di spicco nella storia della cultura e della lingua nazionale ceca, difendendola nel periodo della germanizzazione delle Terre ceche.

## Biografia
Nato in una famiglia cattolica, frequentò scuole gesuite ed entrò nella Compagnia di Gesù a quindici anni. Finiti gli studi di filosofia all'Università Palacký di Olomouc, insegnò nei collegi gesuiti a Praga, Třeboň, Brno, Jičín, Jindřichův Hradec e Český Krumlov. Missionario in varie zone della Boemia e della Moravia, affermò sempre di essere riuscito a convertire al cattolicesimo centinaia di persone senza ricorrere alla violenza.
Il suo pensiero fu notevolmente influenzato da un libro di Pavel Stránský, O staté českém, in cui si esaltava la memoria del periodo dell'indipendenza del Regno di Boemia, e spesso ne consigliava la lettura ai circoli patriottici cechi.
Dopo aver scritto molti saggi e opere teatrali, Balbín divenne noto anche come grande ricercatore di fonti, negli archivi e nelle biblioteche, sempre investigate in modo approfondito: dedicò la sua vita a raccogliere materiali sulla storia ceca, e le sue ricerche furono spesso utilizzate dai Bollandisti. Morì all'età di 66 anni, ed ora riposa nella Chiesa di San Salvatore di Praga.

## Opere principali
- Vita beatæ Joannis Nepomuceni martyris, 1670;
- Epitomae rerum Bohemicarum, 1677;
- Dissertatio apologetica pro lingua Slavonica, præcipue Bohemica, 1775;
- Bohemia docta